# ムーサ・トラオレ
ムーサ・トラオレ（フランス語: Moussa Traoré、1936年9月25日 - 2020年9月15日）は、マリ共和国の軍人、政治家。同国の第2代大統領。

## 生涯
1936年、フランス領スーダン（現マリ）西部のカイで生まれた。カイエ州キータで学んだ後、フランスフレジュスの軍事学校に進んだ。マリがフランスから独立した1960年に帰国した後、1961年に少尉、1963年に中尉に昇進している。その後、タンガニーカ（現在のタンザニア連合共和国）に解放運動の軍事教官として赴いている。
1968年11月19日、トラオレはモディボ・ケイタ大統領に対するクーデターに参加した。クーデター後に成立した国民解放軍事委員会の議長となったトラオレは、同委員会によって国家元首に指名された。トラオレは全ての政治活動を禁じるとともに、多くが軍事政権に敵対的だった研究者や教師などを密告者に監視させた。また、モディボ・ケイタ政権によって導入された社会主義経済政策の一部を廃止した。1972年から1973年にかけて、マリは大干ばつに見舞われた。この干ばつに対する世界からの援助金は、不当に使われてしまっている。1974年、トラオレは民政に移行するため憲法を改正し、1978年に施行された。
1977年に前大統領のモディボ・ケイタが拘禁された不審な状況下で死亡した。葬儀には多くの参列者があった。トラオレ政権はこれに強く反発し、乱暴な逮捕を行った。1978年2月28日、トラオレはBagayoko警察長官やDoukara防衛大臣をクーデターを企てたとして逮捕した。一方、より開かれた政治への動きの試みとして、歴史家のアルファ・ウマル・コナレをスポーツ文化相に任命した。1979年、唯一許可された政党としてマリ人民民主同盟 (UDPM)を設立し、女性や若者向けの義務的組織を創設。軍政の長として務めていた国家元首職を廃止し、正式に民政政府の大統領に就任した。1980年、学生によるデモが勃発したが封じ込められ、デモのリーダーは拷問の末死亡した。1982年、軍の最高司令官に就任した。1988年5月から1989年7月まで、トラオレはアフリカ統一機構の議長に就任した。UDPMによって支配されていた議会は、1985年に憲法を修正し、大統領の在任期間に関する制限を撤廃した。これによって、トラオレは終身大統領となった。またアガシェ地帯紛争でブルキナファソとの国境紛争でアガシェ地帯の4村を獲得した。
1990年、民主化主導全国会議（CNID）が弁護士のムンタガ・タールによって設立され、マリ民主同盟（ADEMA）がアブドラマン・ババによって立ち上げられた。これらの政党とマリ学生生徒連合（AEEM）、マリ人権協会（AMDH）は、トラオレのルールと争うことを目指した。1991年3月22日、民衆蜂起が発生。4日後に軍事クーデターによってトラオレは政権の座を追われることとなった。クーデター後に国民救済移行委員会が立ち上げられ、議長にアマドゥ・トゥマニ・トゥーレが就任した。
1992年、トラオレは政治犯として死刑の判決を受けた。さらに、数億CFAフランを横領した罪で、1999年にも妻とともに経済犯として再び死刑判決を受けた。その後、かつてトラオレに登用され1992年に大統領となったアルファ・ウマル・コナレによってこれらの判決は無期懲役に減刑されている。さらに2002年5月29日には、国民和解のために夫妻は赦免されている。その後、トラオレの元支持者たちは、愛国復興運動（MPR）に復帰した。
2020年9月15日午前12時05分に首都バマコにある自宅で死去。